# 19534 Miyagi
19534 Miyagi este un asteroid din centura principală de asteroizi.

## Descriere
19534 Miyagi este un asteroid din centura principală de asteroizi. A fost descoperit pe 6 aprilie 1999 la Stația Anderson Mesa în cadrul programului LONEOS. Asteroidul prezintă o orbită caracterizată de o semiaxă mare de 2,26 ua, o excentricitate de 0,12 și o înclinație de 6,1° în raport cu ecliptica.